# John B. Penington
John Brown Penington (* 20. Dezember 1825 bei New Castle, Delaware; † 1. Juni 1902 in Dover, Delaware) war ein US-amerikanischer Politiker. Zwischen 1887 und 1891 vertrat er den Bundesstaat Delaware im US-Repräsentantenhaus.

## Werdegang
John Penington genoss in New Castle und Newark eine klassische Ausbildung. Danach besuchte er das Jefferson College in Canonsburg (Pennsylvania). In den folgenden Jahren war er in Indiana als Lehrer tätig. Nach seiner Rückkehr nach Delaware studierte er Jura und wurde im Jahr 1857 als Rechtsanwalt bei der Anwaltskammer zugelassen. Daraufhin begann er in Dover in seinem neuen Beruf zu praktizieren.
Penington war Mitglied der Demokratischen Partei. 1857 wurde er als Abgeordneter in das Repräsentantenhaus von Delaware gewählt und in den Jahren 1859, 1863 und 1871 war er in der Verwaltung dieses Gremiums tätig. Im Jahr 1860 war Penington Delegierter auf beiden Democratic National Conventions, die aufgrund einer Spaltung der Partei im Vorfeld des Bürgerkriegs getrennt nach den Regionen Nord und Süd abgehalten wurden. 1868 wurde er von Präsident Andrew Johnson zum Bundesstaatsanwalt für den Bezirk Delaware ernannt. Dieses Amt bekleidete er bis 1872. Zwischen 1874 und 1878 war Penington Attorney General von Delaware. 1886 wurde er in das US-Repräsentantenhaus in Washington, D.C. gewählt, wo er am 4. März 1887 Charles B. Lore ablöste. Nach einer Wiederwahl im Jahr 1888 konnte er bis zum 3. März 1891 zwei Legislaturperioden im Kongress absolvieren.
Im Jahr 1890 verzichtete Penington auf eine erneute Kandidatur. Danach arbeitete er wieder als Rechtsanwalt. John Penington war mit Rebecca Rowan verheiratet. Seine letzten Lebensjahre waren überschattet von der Ermordung seiner beiden Töchter Elizabeth und Ida, die einem Giftanschlag zum Opfer fielen, hinter dem Elizabeths Mann und dessen Geliebte steckten. John Penington starb am 1. Juni 1902 in Dover, wo er auch beigesetzt wurde.